# Observatório Real de Greenwich

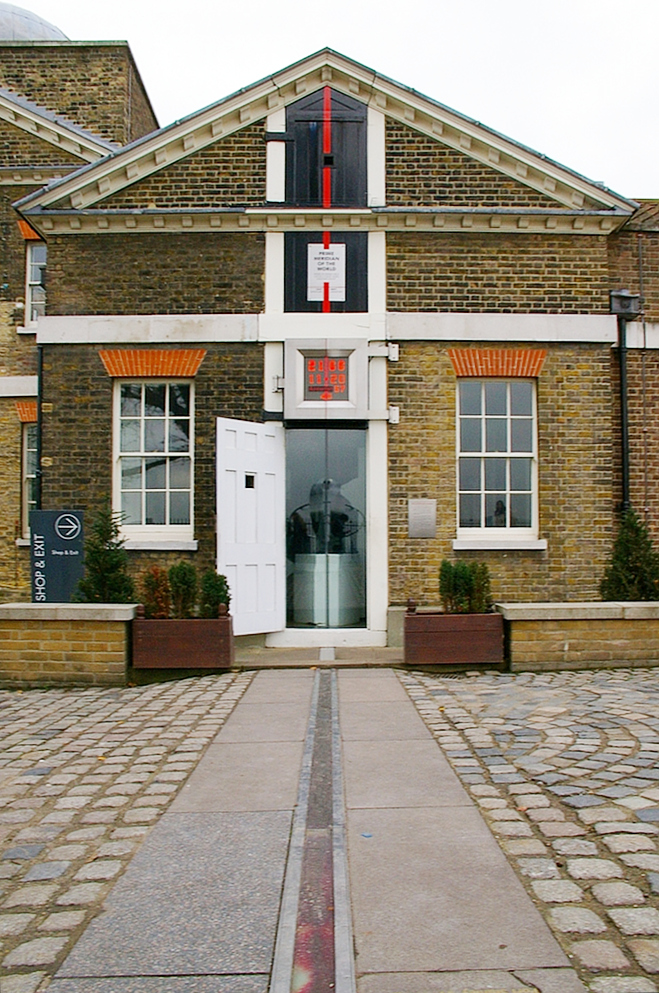
Meridiano 0, marcado no observatório de Greenwich, a leste de Londres.

O Observatório Real de Greenwich (conhecido como Old Royal Observatory de 1957 a 1998, quando o Royal Greenwich Observatory, RGO temporariamente mudou-se para o sul de Greenwich para Herstmonceux) é um observatório situado em uma colina no Greenwich Park no sudeste da Grande Londres, com vista para o rio Tâmisa ao norte. Ele desempenhou um papel importante na história da astronomia e da navegação e, como o Meridiano Principal passa por ele, deu seu nome ao Horário de Greenwich, o precursor do Tempo Universal Coordenado de hoje. O ROG tem o código de observatório UAI de 000, o primeiro da lista. ROG, o Museu Marítimo Nacional, a Casa da Rainha e Cutty Sark são designados coletivamente como Royal Museums de Greenwich.
O observatório foi encomendado em 1675 pelo rei Carlos II, com a pedra fundamental sendo lançada em 10 de agosto. O local foi escolhido por Sir Christopher Wren. Naquela época, o rei também criou o cargo de Astrônomo Real, para servir como o diretor do observatório e "aplicar-se com o mais exato cuidado e diligência na retificação das tabelas dos movimentos dos céus, e os lugares das estrelas fixas, de forma a descobrir a tão desejada longitude de lugares para o aperfeiçoamento da arte da navegação”. Ele nomeou John Flamsteed como o primeiro Astrônomo Real. A construção foi concluída no verão de 1676. O prédio costumava ser chamado de "Flamsteed House", em referência ao seu primeiro ocupante.
O trabalho científico do observatório foi transferido para outro lugar em etapas na primeira metade do século XX. O local de Greenwich agora é mantido quase exclusivamente como um museu, embora o telescópio AMAT tenha se tornado operacional para pesquisas astronômicas em 2018.

## Museu Observatório
Os edifícios do observatório de Greenwich tornaram-se um museu de ferramentas astronômicas e de navegação, que faz parte dos Royal Museums de Greenwich. Exibições notáveis incluem o relógio marítimo de John Harrison, o H4 , que recebeu uma grande recompensa do Conselho de Longitude e seus três cronometristas anteriores; todos os quatro são propriedade do Ministério da Defesa. Muitos artefatos horológicos adicionais são exibidos, documentando a história da cronometragem de precisão para fins de navegação e astronômicos, incluindo o relógio FM Fedchenko de fabricação russa de meados do século XX (o relógio de pêndulo mais preciso já construído em várias cópias). Ele também abriga os instrumentos astronômicos usados para fazer observações de meridianos e o telescópio refrator equatorial Grubb de 28 polegadas de 1893, o maior de seu tipo no Reino Unido. 
Em 1997, o local do observatório estava recebendo 400 000 visitantes por ano.
Em fevereiro de 2005, foi iniciado um redesenvolvimento de £ 16 milhões compreendendo um novo planetário e galerias de exibição adicionais e instalações educacionais; o ROG reabriu em 25 de maio de 2007 com o novo planetário Peter Harrison para 120 lugares.
Durante um ano entre 2016 e 2017, o Museu registrou 2,41 milhões de visitantes.

## UTC
HORA MÉDIA DE GREENWICH (Greenwich Mean Time ou GMT), baseada na rotação da Terra, utilizada como padrão mundial de tempo até 1986, surgiu então o Tempo Universal Coordenado (Coordinated Universal Time ou UTC) que é hoje o padrão internacional de tempo.
UTC é mantido pelo Escritório Internacional de Pesos e Medidas.
Zero hora UTC, aproximadamente ainda corresponde à meia-noite no meridiano de Greenwich.